# Vierdimensionalismus
Der Vierdimensionalismus (auch Perdurantismus) ist eine Position innerhalb der Ontologie und Metaphysik, laut der sich sämtliche Objekte in der Welt nicht nur zu jedem Zeitpunkt ihrer jeweiligen Gegenwart manifestieren und dann aus ihren (ggf.) Einzelteilen bestehen, sondern sie außerdem aus sogenannten Zeitscheiben („temporal parts“) konstituiert sind, die sich jeweils in die Vergangenheit und Zukunft des betreffenden Objekts erstrecken. Veranschaulicht wurde dies mit der Vorstellung eines Objekts als eine Art „Raumzeit-Wurm“.
Im Gegensatz zum Eternalismus bzw. der Vorstellung eines Blockuniversums, die im Speziellen die Philosophie der Zeit betreffen, handelt es sich beim Vierdimensionalismus in erster Linie um einen Lösungsansatz für Probleme, die sich aus Fragen im Zusammenhang mit Identität ergeben. Ein schon seit der Antike bekanntes Problem etwa entspringt der Frage, wann genau ein Objekt angesichts ständigen Wandels seine Identität einbüßt und zu etwas Anderem wird, oder welche Umstände dafür ausreichen bzw. notwendig sind (vgl. Schiff des Theseus). Aus der Perspektive des Vierdimensionalismus hingegen stellt sich diese Frage erst gar nicht, da die Möglichkeit der Veränderung anhand besagter Zeitscheiben, die im Sinne der Identität eines jeden Objekts als genau so unabdingbar angenommen werden, wie seine zu jedem Zeitpunkt seiner Existenz manifestierten Einzelteile, bereits impliziert wird. Da sich aus der Sichtweise des Vierdimensionalismus die Identität eines Objekts also nicht allein aus seiner gegenwärtigen (räumlichen) Konstitution ergeben kann, sondern sie auch auf dessen (zeitlichen) „Fortsatz“ in seine Vergangenheit und Zukunft fußt, ist eine Nähe zum Eternalismus schließlich aber durchaus gegeben, insofern die Vorstellung unter dem Aspekt des Präsentismus (nur Gegenwärtiges existiert) oder des Possibilismus (auch Vergangenes, nicht aber Zukünftiges existiert) unplausibel wirkt.
Zu den Einwänden gegen den Vierdimensionalismus zählt die Frage, wie man von sich aus statisch, lose und unverbunden wirkende Raumzeitfolien mit unserer alltäglichen Erfahrung von Wandel und Dynamik in der Welt in Einklang bringen sollte. Eine Gegenposition wiederum findet sich im Dreidimensionalismus, nach dem die Zeit eine gänzlich eigenständige, vom Raum unabhängige Dimension ist und dementsprechend auch die Identität eines jeden Objekts allein durch seine Konstitution in den drei Dimensionen des Raumes zu jedem diskreten Zeitpunkt seiner Existenz bestimmt wäre, d. h. jedes Objekt ist immer vollständig in seiner Gegenwart gegeben.